# Giżyce (województwo mazowieckie)
Giżyce – wieś w Polsce położona w województwie mazowieckim, w powiecie sochaczewskim, w gminie Iłów.
Prywatna wieś szlachecka położona była w drugiej połowie XVI wieku w powiecie gąbińskim ziemi gostynińskiej województwa rawskiego. W latach 1975–1998 miejscowość administracyjnie należała do województwa płockiego.

## Zabytki

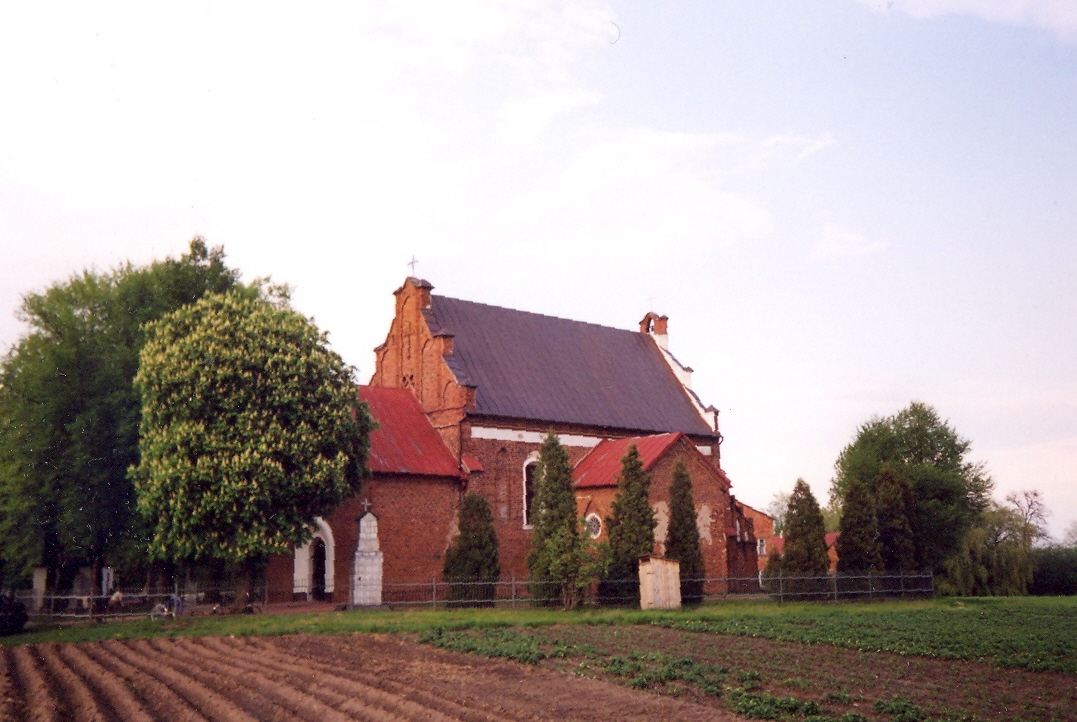
Giżyce - kościół gotycki

- Kościół zbudowany w stylu gotyckim, pod wezwaniem św. Apostołów Piotra i Pawła. Wzniesiony po 1439 z fundacji Pawła Giżyckiego biskupa płockiego. Ceglany, jednonawowy, z zakrystią od wschodu. W czasie II wojny światowej uległ dewastacji, gdyż przeznaczony został przez Niemców na stajnię dla koni. Znajduje się w nim wiele cennych eksponatów, m.in. fotel rokokowy z XVIII wieku oraz freski namalowane przez nieznanego malarza. W pobliżu świątyni znajduje się murowana dzwonnica z trzema dzwonami o imionach: Maryja, Piotr i Paweł.
- Zespół pałacowo-parkowy rodziny Suskich (II poł. XIX w.)[8], w którym obecnie znajduje się Państwowy Dom Dziecka. W miejscu obecnego pałacu stał dwór obronny wystawiony w 1439 r. przez Pawła Giżyckiego (właściciela wsi Giżyce), a w latach 1945–1951 w pałacu mieścił się Uniwersytet Ludowy.
- W miejscu pamięci narodowej znajdują się mogiły żołnierzy poległych w czasie II wojny światowej. W 1939 r. w tym rejonie toczyła się historyczna bitwa nad Bzurą.